# Marie Dubois
Marie Dubois, artiestennaam van Claudine Lucie Pauline Huzé, (Parijs, 12 januari 1937 – Lescar, 15 oktober 2014) was een Franse actrice.

## Biografie
Dubois studeerde aan l'École de la rue Blanche (ENSATT) en maakte haar filmdebuut in 1959. Het daaropvolgende jaar kreeg ze bekendheid als Léna in Tirez sur le pianiste. Ze speelde toen vooral bijrollen. In de jaren zestig verscheen ze in nouvelle vague-films als Jules et Jim en Le Voleur. 
Dubois trouwde in 1961 met de Franse filmacteur Serge Rousseau. Ze kregen een dochter. Marie Dubois stierf in oktober 2014 op 77-jarige leeftijd na lange tijd geleden te hebben aan multiple sclerose.

## Filmografie
- 1959: Le Signe du Lion van Éric Rohmer als caféhoudster
- 1960: Tirez sur le pianiste van François Truffaut als Léna
- 1961: Une femme est une femme van Jean-Luc Godard als een vriendin van Angela
- 1961: Le Monocle noir van Georges Lautner als Bénédicte de Villemaur
- 1962: Jules et Jim van François Truffaut als Thérèse
- 1962: L'Anglaise van Artur Ramos
- 1962: La Croix des vivants van Ivan Govar als Gisèle
- 1963: Jusqu'au bout du monde van François Villiers
- 1964: Week-end à Zuydcoote van Henri Verneuil als Hélène
- 1964: La Chasse à l'homme  van Édouard Molinaro als Sophie
- 1964: La Ronde van Roger Vadim als de prostituee
- 1964: Mata Hari, agent H 21 van Jean-Louis Richard als het jonge meisje
- 1964: L'Âge ingrat van Gilles Grangier als Marie Malhouin
- 1965: Les Grandes Gueules van Robert Enrico als Jackie
- 1965: Les Fêtes galantes van René Clair als Divine
- 1966: Le Dix-septième Ciel van Serge Korber als Marie
- 1966: La Grande Vadrouille van Gérard Oury als Juliette
- 1967: Le Voleur van Louis Malle als Geneviève
- 1967: Ce sacré grand-père van Jacques Poitrenaud als Marie
- 1967: Le Rouble à deux faces van Étienne Périer
- 1968: Le Cascadeur (Stuntman) van Marcello Baldi als Yvette
- 1969: Monte Carlo or Bust! van Ken Annakin als Pascale
- 1970: La Maison des bories van Jacques Doniol-Valcroze
- 1971: Bof... Anatomie d'un livreur van Claude Faraldo
- 1972: Les Arpenteurs van Michel Soutter als Alice
- 1972: L'Œuf de Jean Herman als Hortense Berthoullet
- 1973: Antoine et Sébastien van Jean-Marie Périer als Corinne
- 1973: Le Serpent van Henri Verneuil als Suzanne Walter
- 1974: Vincent, François, Paul... et les autres van Claude Sautet als Lucie
- 1974: L'Escapade van Michel Soutter als Anne
- 1976: L'innocente van Luchino Visconti als de prinses
- 1976: Nuit d'or van Serge Moati als Véronique
- 1976: Du bout des lèvres van Jean-Marie Degèsves als Madame Boirin
- 1976: Les Mal Partis van Sébastien Japrisot als moeder
- 1977: La Menace van Alain Corneau als Dominique Montlaur
- 1979: Je vous ferai aimer la vie van Serge Korber als Anielle
- 1979: Je parle d'amour van Madeleine Hartmann-Clausset als Marie
- 1979: Il y a longtemps que je t'aime van Jean-Charles Tacchella als Brigitte Dupuis
- 1980: La Petite Sirène van Roger Andrieux als Bénédicte Pélissier
- 1980: Mon oncle d'Amérique van Alain Resnais als Thérèse Ragueneau
- 1982: Une femme en fuite van Maurice Rabinowicz als Mona
- 1983: Si j'avais mille ans van Monique Enckell
- 1983: L'Ami de Vincent van Pierre Granier-Deferre als Marion
- 1983: Garçon! van Claude Sautet als Marie-Pierre
- 1984: L'Intrus van Irène Jouannet
- 1986: Descente aux enfers van Francis Girod als Lucette Beulemans
- 1986: Grand Guignol van Jean Marbœuf als Germaine
- 1990: Un jeu d'enfant van Pascal Kané als Noémie
- 1991: La Dernière Saison van Pierre Beccu als Marthe
- 1991: Dzieci wojny van Krzysztof Rogulski de moeder van de burgemeester
- 1996: Les Caprices d'un fleuve van Bernard Giraudeau als de oude hertogin
- 1996: Confidences à un inconnu van Georges Bardawil als de moeder
- 1997: Rien ne va plus van Claude Chabrol als Dedette
- 1999: À vot'service van Eric Bartonio

## Prijzen
- 1978: Winnaar van César voor beste vrouwelijke bijrol voor haar rol als Dominique Montlaur in La Menace
- 1987: Nominatie César voor beste vrouwelijke bijrol voor haar rol als Lucette Beulemans in Descente aux enfers